# Jurij Drozdov
Jurij Alekseevič Drozdov (in russo Юрий Алексеевич Дроздов?; Pjatigorsk, 16 gennaio 1972) è un allenatore di calcio ed ex calciatore russo di ruolo centrocampista.

## Palmarès

### Club
- Campionato russo: 2

Lokomotiv Mosca: 2002, 2004
- Coppa di Russia: 4

Lokomotiv Mosca: 1995-1996, 1996-1997, 1999-2000, 2000-2001
- Supercoppa di Russia: 1

Lokomotiv Mosca: 2003